# LuŠtěLa
LuŠtěLa (odvozeno od křestních jmen původního složení Lucie, Štěpánka, Larisa) byla česká kapela, která se v roce 2010 skládala ze tří třinácti až patnáctiletých dívek z Ledče nad Sázavou.
28. července 2009 natočily klip ke svému hitu Patnáctiny, který se následně objevil na Youtube.com, kde byl po několika dnech zhlédnut 120 000krát. Během čtvrt roku měl více než 560 tisíc zhlédnutí. U klipu se objevilo dva tisíce komentářů, většina z nich byly nadávky a výsměch, nebo ostrá kritika. Vešel ve známost pomocí internetových sociálních sítí. Patnáctiny byly zmiňovány jako česká verze písničky Kanikuly od Code Red, ovšem stejná melodie se objevuje i u písničky How Do You Do od Djuli a stejnojmenné písničky How Do You Do od Boom!. V klipu je v pozadí text písně How Do You Do slyšet, a to hlavně na začátku.
Internetová popularita skupiny způsobila, že koncert 23. 1. 2010 v pražském klubu Matrix, původně plánovaný jako uzavřený večírek gymnasistů, s lístky za 60 korun, navštívilo okolo tisícovky lidí. „Za celých šest let, co klub funguje, bylo takhle plno jen dvakrát,“ vyjádřil se Michal Tůma, který měl na
starosti pořádání koncertu. Podle Petra Adámka se většina lidí ale přišla do klubu Matrix prostě bavit, nebo si z dívek dělat legraci.
V roce 2010 plzeňská skupina Umbrtka natočila parodii na píseň LuŠtěLy (uváděnou jako A tribute to LuŠtěLa) s názvem Šedesátiny. Několik parodií vzniklo v komunitách serverů YouTube a Stream.
LuŠtěLa navzdory posměchům vystoupila za rok 2010 na více než padesáti akcích. Koncem listopadu 2010 ze skupiny odešla Larrisa Khachatryan a z LuŠtěLy se tak stalo duo, ve kterém zůstaly Štěpánka Vrbová a Vanessa Suchecká. Larissin odchod zapříčinil také pozdržení vydání jejich debutového alba, neboť zbylé dívky musely v již natočených písničkách přezpívat Larrissiny party.
Na podzim roku 2013 LuŠtěLa chystá vydání druhého alba, na kterém spolupracuje s brněnským producentem Jackem Branným. Na albu má být 14 skladeb, autorkami hudby i textu jsou Štěpánka Vrbová a Vanessa Suchecká, kromě skladby Canned Love, kde autorem hudby i textu je producent. Nové album má mít rockovější zvuk a také vyzrálejší hudební i textovou stránku, než jejich debutové album.